# محمد المشعان
محمد المشعان (1987-) طبيب ومدرب كرة قدم كويتي ، مدرب نادي القادسية الكويتي مُنذ يناير 2023 حتي 5 ديسمبر 2024 ، وهو الشقيق الاكبر للاعب عبد العزيز المشعان.

## مسيرته المهنية والتدريبية
ولد محمد أحمد المشعان العنزي في الكويت بتاريخ 24 مارس 1987 وأنهي مراحله الدراسية حتي سافر لدراسة الطب في إنجلترا وتخصص في طب الأسنان ، وبعد تخرجه بدأت حياته المهنية حيث التحق بالعمل الحكومي في وزارة الصحة ، الا أنه لم يتخلي عن شغفه وتولعه في كرة القدم حيث إتجه بعدها الي عالم التدريب والبداية كانت مع نادي الكويت ضمن المراحل السنية ، حيث عمل كمساعد مدرب مع المدرب الروماني مارين إيوان ضمن الجهاز الفني، ثم بدأ بعدها بالحصول على بعض الدورات التدريبية من الاتحاد الإنجليزي والاتحاد الآسيوي ، لينتقل بعدها الي التدريب مع المننتخب الوطني لبلاده مع الأزرق الكويتي وعمل مساعدا للصربي غوران ، والبرازيلي فييرا، والتونسي نبيل معلول، كما عمل مع القادسية الكويتي مساعدا للكرواتي داليبور  ، ومن ثم إتجه الي أندية الدرجة الاولي والذي بدء العمل فيها كمدرب للفريق الأول في نادي الجهراء في موسم 2018/2017 ، وبعدها إستلم تدريب فريق نادي السالمية، 2023/2021 ، كما درب نادي النصر موسم 2021 - 2022 وحصل معهم علي كأس الاتحاد الكويتي كأول لقب في تاريخ النادي ، حتي إنتقل إلى نادي القادسية الكويتي وعمل كمساعد للمدرب محمد إبراهيم ليخلف الاخير بعد إعتذاره عن عدم الاستمرار لظروفه الصحية الطارئة ، ليستقر به الحال مدربا للقادسية الكويتي منذ يناير 2023 حتي 5 ديسمبر 2024.

## الألقاب

### مساعد مدرب
مع نادي القادسية الكويتي
- كأس ولي العهد: 2017 - 2018

### كمدرب
مع نادي الجهراء
- دوري الدرجة الأولى الكويتي 2019 - 2020

مع نادي النصر الكويتي
- كأس الاتحاد الكويتي 2021 - 2022

مع نادي القادسية الكويتي
- كأس الأمير: 2023 - 2024